# Quiabentia verticillata
Quiabentia verticillata ist eine Pflanzenart aus der Gattung Quiabentia in der Familie der Kakteengewächse (Cactaceae). Das Artepitheton verticillata stammt aus dem Lateinischen, bedeutet ‚quirlig‘ und verweist auf Form der Verzweigung der Triebe der Art.

## Beschreibung
Quiabentia verticillata wächst baumförmig oder strauchig und erreicht Wuchshöhen von 2 bis 15 Metern. Ihre 4 bis 5 Zentimeter langen und bis 2 Zentimeter breiten Laubblätter sind oval bis lanzettlich. Die Triebe sind mit
mehreren, bis 7 Zentimeter langen Dornen besetzt.
Die hellroten Blüten sind 1,5 Zentimeter lang.

## Verbreitung, Systematik und Gefährdung
Quiabentia verticillata ist in Paraguay, Bolivien und im Nordosten Argentiniens in Trockenwäldern in Höhenlagen von 350 bis 2000 Metern verbreitet.
Die Erstbeschreibung als Pereskia verticillata erfolgte 1923 durch Friedrich Karl Johann Vaupel. Curt Backeberg stellte die Art 1936 in die Gattung Quiabentia. Weitere nomenklatorische Synonyme sind Quiabentia verticillata (Vaupel) Borg (1937) und Grusonia verticillata (Vaupel) G.D.Rowley (2006).
In der Roten Liste gefährdeter Arten der IUCN wird die Art als „Least Concern (LC)“, d. h. als nicht gefährdet geführt. Die Entwicklung der Populationen wird als stabil angesehen.

## Nachweise